# Тарол
Тарол (на португалски: tarol, още се среща и като caixa) е музикален перкусионен инструмент от групата на мембранофонните инструменти. Има бразилски произход и се използва в самбата, както и във военните оркестри.
Представлява вид малък барабан, направен от плитък метален цилиндър с опънати от двете страни естествени или по-често изкуствени кожи, като горната се нарича „викаща“ („the calling skin“), а долната – „отговаряща“ („the answer skin“). На дъното на тарола е поставена сплитка от четири пресукани струни за бас-китара. Инструментът се носи се преметнат през рамото и на него се свири с две дървени палки.
В бразилския ударен оркестър (bateria) таролът изпълнява функцията на кастанетите в испанската музика – определя ритъма на мелодията и има поддържаща роля за сурдото.